# Новая Нявка
Новая Нявка — село Нижнеломовского района Пензенской области. Входит в состав Новопятинского сельсовета.

## География
Находится в северо-западной части Пензенской области на расстоянии приблизительно 12 км на восток от районного центра города Нижний Ломов на левом берегу Атмиса.

## История
Основана в начале XVIII века на левом берегу Атмиса однодворцами Старой Нявки. В 1728 году построена Рождественская церковь. В 1850 году построена новая деревянная церковь. В 1785 году село принадлежало 4 помещикам. Перед отменой крепостного права в селе за Ксенофонтом Ксенофонтьевичем Селунским учтено 47 ревизских душ. В 1877 году 179 дворов, церковь, церковноприходская школа. В 1911 году — село Новая Нявка, Озерки тож, Новопятинской волости Нижнеломовского уезда, 264 двора, церковь, школа уездного земства, народная библиотека, водяная мельница, 2 кузницы, 3 лавки. В 1955 году колхоз имени Буденного. В 1996 году функционировала неполная средняя школа. В 2004 году — 61 хозяйство.

## Население
Численность населения: 1041 человек (1864 год), 1090 (1877), 1386 (1897), 1559 (1911), 1617 (1926), 1725 (1930), 498 (1959), 262 (1979), 163 (1989), 146 (1996). Население составляло 108 человек (русские 99 %) в 2002 году, 64 — в 2010.